# تنگ کتویه
تنگ‌کتویه، روستایی از توابع بخش مرکزی شهرستان داراب در استان فارس ایران است. تنگ کتویه با ۴٬۴۱۶ تن جمعیت (۱۳۹۵) پرجمعیت‌ترین روستای شهرستان داراب و یازدهمین روستای پرجمعیت استان فارس است.

## جمعیت
این روستا در دهستان بالش قرار دارد و براساس سرشماری مرکز آمار ایران در سال ۱۳۹۵، جمعیت آن ۴،۴۱۶ نفر (۱۲۴۵خانوار) بوده‌است.